# Goodenia berringbinensis
Goodenia berringbinensis är en tvåhjärtbladig växtart som beskrevs av R. Carolin. Goodenia berringbinensis ingår i släktet Goodenia och familjen Goodeniaceae. Inga underarter finns listade i Catalogue of Life.